# Jurij Korszunow
Jurij Pietrowicz Korszunow (ros. Юрий Петрович Коршунов, ur. 22 września 1933 w Czernorieczce, zm. 1 sierpnia 2002 w Nowosybirsku) – rosyjski entomolog, specjalizujący się w lepidopterologii.

## Życiorys
Korszunow urodził się w 1933 roku we wsi Czernorieczka, będącej obecnie częścią miasta Iskitim, jednak jeszcze w tym samym roku rodzina przeprowadziła się z nim do Nowosybirska. Od dzieciństwa interesował się entomologią, a jednym ze źródeł jego inspiracji było „Z życia owadów” J.H. Fabrego. W 1945 roku ukończył Szkołę podstawową nr 31 w Nowosybirsku i zaczął uczęszczać do Szkoły męskiej nr 4 w tymże mieście. W 1946 roku uczestniczył ze szkolną grupą turystyczną w wycieczce do Ałtaju i poznał w jej trakcie zawodowych zoologów. Pod wpływem tego spotkania zapisał się w 1947 roku do stowarzyszenia geograficznego dla młodzieży Syberia oraz zaczął uczęszczać na wykłady w Zachodniosyberyjskiej Filii Akademii Nauk ZSRR i Obwodowym Muzeum Krajoznawczym. W tym ostatnim miejscu poznał Anatolija Sztandela, który nauczył go lepidopterologii.
W 1951 roku Korszunow rozpoczął studia na Wydziale Biologii Uniwersytetu Tomskiego. W 1953 roku zachorował na kleszczowe zapalenie mózgu, czego konsekwencje odczuwał przez resztę życia. W tymże roku zaproszony został przez Sztandela do Charkowa. Tam podjął leczenie oraz studia na Wydziale Entomologii Uniwersytetu Charkowskiego pod kierunkiem Siergieja I. Miedwiediewa. W 1954 roku pojechał ze Sztandelem do Moskwy, gdzie miał okazję pracować ze zbiorem Anatolija Cwatajewa oraz poznać Aleksandra Jachontowa, który nauczył go metodologii naukowej. Wkrótce potem odwiedził Instytut Zoologii Akademii Nauk ZSSR w Leningradzie, gdzie poznał kolejnych lepidopterologów.
W latach 1954–1955 badał motyle dzienne regionu Morza Czarnego, m.in. uczestnicząc w ekspedycji Instytutu Biofizyki Akademii Nauk ZSSR pod kierunkiem Gieorgija Mazochina-Porszniakowa. W 1954 roku ukończył studia na podstawie pracy o motylach dziennych Krymu. W 1956 roku wyjechał do Nowosybirska, gdzie zatrudniony został w Zachodniosyberyjskiej Filii Akademii Nauk ZSRR, późniejszym Instytucie Biologii. Jako jej pracownik odbywał liczne ekspedycje badawcze. Wyłączyło go z nich dopiero znaczne pogorszenie się stanu zdrowia w 1986 roku. Przez ostatnie siedem lat życia niemal nie opuszczał budynku Instytutu, pracując tam i mieszkając. Zmarł 1 sierpnia 2002 roku na zawał serca przy biurku.
Jego żoną była dipterolożka Wiera D. Patruszewa. Zmarła w 1976 roku.

## Praca naukowa
Korszunow jest autorem 155 publikacji naukowych, poświęconych w zdecydowanej większości motylom dziennym. Zajmował się m.in. ich taksonomią, ekologią, zoogeografią, faunistyką i ochroną. Opisał 9 nowych dla nauki rodzajów oraz 63 nowe taksony rangi gatunkowej. Napisał kilka monografii. Współtworzył liczne regionalne Czerwone księgi gatunków zagrożonych. Koncentrował się na faunie krajów byłego ZSRR. Odbywał dziesiątki ekspedycji badawczych, m.in. do Ałtaju, Zakaukazia, Chakasji, Uralu, Jamału i Buriacji. Pisał także artykuły popularnonaukowe i polemiczne do prasy i magazynów oraz występował w stacjach radiowych i telewizyjnych.
Na jego cześć nazwano gatunki i podgatunki Aphis korshunovi, Coenonympha glycerion korshunovi, Coenotephria korshunovi, Hyponephele korshunovi, Neozephyrus korshunov, Plebejus argus korshunovi i Prosimulium korshunovi.